# Списак народних хероја: Ш
Списак народних хероја чије презиме почиње на слово Ш, за остале народне хероје погледајте Списак народних хероја:
1. Бајрам Шабани (1922–1941) за народног хероја проглашен 10. октобра 1951. године.[а][3]
2. Милан Шакић Мићун (1915–1971) Орденом народног хероја одликован 24. јула 1953. године.[4][2]
3. Никола Шакић (1916–1941) за народног хероја проглашен 20. децембра 1951. године.[5][4][6]
4. Радован Шакотић (1906–1945) за народног хероја проглашен 26. јула 1945. године.[7][8][9][6]
5. Милован Шарановић (1913–1943) за народног хероја проглашен 25. октобра 1943. године.[10][11][12]
6. Милан Шарац (1917–1943) за народног хероја проглашен 5. јула 1951. године.[13][11][12]
7. Данило Шаренац (1913–1943) за народног хероја проглашен 5. јула 1951. године.[13][14][15]
8. Анте Шарић Раде Шпанац (1913–1943) за народног хероја проглашен 20. децембра 1951. године.[5][16][17]
9. Алфонз Шарх (1893–1943) за народног хероја проглашен 22. јула 1953. године.[14][18]
10. Јефто Шашић (1917–1998) Орденом народног хероја одликован 27. новембра 1953. године.[19][17]
11. Владо Шегрт (1907–1991) Орденом народног хероја одликован 20. децембра 1951. године.[20][21][22]
12. Лидија Шентјурц (1911–2000) Орденом народног хероја одликована 27. новембра 1953. године.[23][24]
13. Јован Шербановић (1919–1944) за народног хероја проглашен 14. децембра 1949. године.[25][26][27]
14. Фадил Шерић (1914–1942) за народног хероја проглашен 24. јула 1953. године.[21][28]
15. Љубомир Љубо Шерцер (1915–1941) за народног хероја проглашен 25. октобра 1943. године.[10][26][28]
16. Јоже Шешко (1908–1942) за народног хероја проглашен 27. новембра 1953. године.[29][30]
17. Антон Шибеља (1914–1945) за народног хероја проглашен 14. децембра 1949. године.[25][31][32]
18. Иван Шибл (1917–1989) Орденом народног хероја одликован 20. децембра 1951. године.[33][29][34]
19. Милан Шијан (1914–2004) Орденом народног хероја одликован 20. децембра 1951. године.[33][35][36]
20. Мајда Шилц (1923–1944) за народног хероја проглашена 19. јуна 1945. године.[37][38][39][40]
21. Енвер Шиљак (1919–1941) за народног хероја проглашен 20. децембра 1951. године.[5][41][42]
22. Бошко Шиљеговић (1915–1990) Орденом народног хероја одликован 20. децембра 1951. године.[33][43][42]
23. Ранко Шипка (1917–1944) за народног хероја проглашен 26. јула 1949. године.[44][45][46]
24. Витомир Широла (1916–1957) Орденом народног хероја одликован 20. децембра 1951. године.[20][45][47]
25. Радмила Шишковић (1923–1943) за народног хероја проглашена 20. децембра 1951. године.[5][48][47]
26. Михаела Шкапин (1922–1943) за народног хероја проглашен 4. септембра 1953. године.[б][41]
27. Петар Шкондрић (1917–1941) за народног хероја проглашен 26. јула 1945. године.[50][41][51][в]
28. Велимир Шкорпик (1919–1943) за народног хероја проглашен 8. септембра 1952. године.[52][53]
29. Славко Шландер (1909–1941) за народног хероја проглашен 25. октобра 1943. године.[10][54][51]
30. Милка Шобар Наташа (1922–1943) за народног хероја проглашена 20. децембра 1951. године.[5][55][56]
31. Симо Шолаја (1905–1942) за народног хероја проглашен августа 1942. године.[57][58][59]
32. Пал Шоти (1916–1993) Орденом народног хероја одликован 27. новембра 1953. године.[55][59]
33. Милан Шпаљ (1918–1943) за народног хероја проглашен 24. јула 1953. године.[60][61]
34. Илија Шпановић (1918–1943) за народног хероја проглашен 20. децембра 1951. године.[5][54][61]
35. Томица Шпановић (1914–1942) за народног хероја проглашен 27. новембра 1953. године.[60][62]
36. Ловро Шперац (1906–1941) за народног хероја проглашен 24. јула 1953. године.[63][62]
37. Мика Шпиљак (1916–2007) Орденом народног хероја одликован 29. новембра 1953. године.[64][65]
38. Адолф Штајнбергер Драго (1916–1942) за народног хероја проглашен 27. јула 1953. године.[66][67]
39. Лазар Штековић (1924–1952) за народног хероја проглашен 15. новембра 1944. године.[68][69][67]
40. Изидор Штрок (1911–1984) Орденом народног хероја одликован 27. новембра 1953. године.[66][70]
41. Јован Штоковац (1922–1992) Орденом народног хероја одликован 5. јула 1952. године.[71][70]
42. Мирко Штулић (1914–1942) за народног хероја проглашен 27. новембра 1953. године.[72][73]
43. Владимир Шћекић (1917–2004) Орденом народног хероја одликован 27. новембра 1953. године.[74][75]
44. Јефто Шћепановић Чајо (1911–1978) Орденом народног хероја одликован 27. новембра 1953. године.[76][22]
45. Слободан Шумењак (1923–1944) за народног хероја проглашен 27. новембра 1953. године.[77][78]
46. Милош Шумоња (1918–2006) Орденом народног хероја одликован 23. јула 1952. године.[г][71]
47. Обрен Шупић (1907–1943) за народног хероја проглашен 27. новембра 1953. године.[77][79]
48. Раде Шупица (1902–1942) за народног хероја проглашен 24. јула 1953. године.[80][79]
49. Јозо Шуран (1890–1944) за народног хероја проглашен 20. децембра 1951. године.[5][81][82]
50. Бранко Шурбат Бане (1920–1943) за народног хероја проглашен 27. новембра 1953. године.[80][82]
51. Динко Шуркало (1920–2010) Орденом народног хероја одликован 27. новембра 1953. године.[83][84]
52. Гојко Шурлан (1909–1951) за народног хероја проглашен 24. јула 1953. године.[85][86]